# Baba Lokenath Brahmaczari

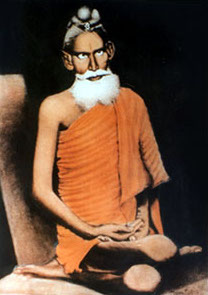
Baba Lokenath

Baba Lokenath Brahmaczari, Baba Lokenath (1730–1890) – na pół legendarny hinduistyczny święty i filozof pochodzącym z Bengalu.
Lokenath to Pan (nath) Światów (loka). Był uczniem Pandita Bhagawana Ganguli. Nauczał wiedzy duchowej, a według hinduistów dokonywał cudów. Propagował jogę integralną.

## Młodość
Baba Lokenath Brahmaczari urodził się w dniu święta Dźanmasztami, rocznicę urodzin Kryszny w 1730 (18. Bhadra, 1137 Bangabda) w rodzinie bramińskiej we wsi Kachuadham, kilka mil od Kalkuty. Jedynym życzeniem jego ojca Ramnarajana Ghoszala było dziecko, które by wstąpiło na drogę ascezy, aby rodzina osiągnęła wyzwolenie. Gdy jego żonie Kamaladewi urodziło się czwarte dziecko, wiedział, że nadszedł czas aby oddać dziecko w służbę Bogu. Błagał sześćdziesięcioletniego wówczas Pandita Bhagawana Ganguliego z pobliskiej wioski Koczuja, aby został guru jego syna i aby nauczył go mądrości śastr. W wieku 11 lat młody Lokenath jako inicjowany tradycji najszthika brahmaćarja opuścił dom ze swym guru.

## Praktyka duchowa
Odwiedził świątynię Kalighat w Kalkucie, a następnie mieszkał w lesie przez prawie 25 lat służąc swojemu guru i praktykując jogę Patańdźalego razem z najtrudniejszymi ćwiczeniami hathajogi. Potem wybrał się w podróż do Himalajów, gdzie spędzał życie medytując przez prawie pięć dekad. W końcu osiągnął wyzwolenie w wieku dziewięćdziesięciu lat, po osiemdziesięcioletniej sadhanie, przewyższając nawet poziom swojego nauczyciela.

## Założenie aśramu
Podróżował pieszo do Afganistanu, Persji, Arabii i Izraela. Kiedy dotarł do małego miasta Badari koło Dhaki, bogata rodzina zbudowała mu małą pustelnią, która stała się jego aśramem. Miał wówczas sto trzydzieści sześć lat. Tam przyjął świętą bramińską nić upanajanam i podjął sannjasę przywdziewając szafronowe szaty. Zwracano się do niego indyjskim tytułem Baba.

## Synkretyzm religijny
Śri Lonath studiował Koran oraz odbył pielgrzymki do Mekki. Gdy osiadł na stałe w aśramie w Badri, przyjmował na równi zarówno wielbicieli hinduistycznych, jak i wyznawców islamu. Pragnął doprowadzić do harmonii pomiędzy wyznawcami tych zwalczających się religii.
Muzułmańscy mieszkańcy Bhadri uważali go za pira, a sam Baba określał siebie publicznie „Jestem muzułmaninem”.
Zwracano się do niego o rozsądzanie sporów pomiędzy lokalnymi hinduistami i muzułmanami.
Swami Shuddhanada Brahmachari podaje, iż Baba Loknath nauczał odwiedzających go, również w oparciu własne praktyki islamskie i treść Koranu.

## Nauki
Jego nauki charakteryzowały się prostotą. Nauczał miłości do guru i do Boga, oddania, niezachwianej wiary w Boga i głębszą niezmienną Jaźń, nieustannej badawczej samooceny. Odmawianie mantr określał jako elementy pomocnicze. Po osiągnięciu wyzwolenia powiedział: „Widziałem tylko moją Jaźń. Jestem związany moją karmą. Świat materialny związany jest językiem i narządem płciowym. Kto umie je powściągnąć warty jest osiągnięcia wyzwolenia.”

## Wygląd
Powiada się, że Baba Lokenath miał prawie siedem stóp i był chudy. Był ascetą, odmawiającym sobie fizycznych przyjemności. Mógł nawet powstrzymać swój sen, nie zamykając oczu ani nawet nie mrugając.

## Wpływ na świat
Obecnie Lokenath Brahmaczari jest domowym bóstwem (kuladewata) milionów rodzin bengalskich po obydwu stronach granicy banglo-indyjskiej. Uważany jest za świętego pośród hinduistów. Według powtarzanej legendy Baba Lokenath Brahmaczari był emanacją Śiwy.

## Świadoma śmierć
19. dnia miesiąca dźjesztha 1297 (1890 n. e.), ok. godziny 11:45, podczas medytacji Baba wszedł w trans z otwartymi oczami, i zmarł podczas medytacji (mahasamadhi). Miał 160 lat. Powiedział przed odejściem –

„Jestem wieczny, nigdy nie umieram. Gdy to ciało zginie, nie myślcie, że wszystko się skończy. Będę mieszkał w ciałach wszystkich żywych istot w mej subtelnej postaci astralnej. Ktokolwiek będzie szukał u mnie schronienie otrzyma moją łaskę”.

## Literatura dodatkowa
- Swami Shuddhananda Brahmachari: Baba Lokenath. Życie i nauki himalajskiego jogina.. Anna Rucińska (tłum.). Wyd. 1. Kraków: Wydawnictwo Miniatura, 2007. ISBN 978-83-7081-863-0.Sprawdź autora:1. Brak numerów stron w książce